# Сейшельские лягушки
Сейшельские лягушки (лат. Sooglossidae) — семейство бесхвостых земноводных. До недавнего времени в семейство включали род Nesomantis, но после таксономического пересмотра амфибий 2006 года последний был синонимизирован с Sooglossus. С другой стороны, некоторые авторы включают в это семейство вид Nasikabatrachus sahyadrensis.

## Описание
Общая длина представителей этого семейства колеблется от 1,6 до 4,5 см. Наблюдается половой диморфизм: обычно самки крупнее самцов. У ряда видов морда вытянутая. Глаза среднего размера с вертикальными зрачками. Надбровные дуги подняты вверх. На конечностях есть диски-присоски.
Окраска оливковая, буроватая, коричневатая или сероватая, может быть с тёмными крапинками или точечками.

## Образ жизни
Населяют влажные тропические леса, склоны гор, встречаются на высоте 240—1000 м над уровнем моря. Ведут довольно скрытный образ жизни, постоянно прячутся под опавшими листьями, в расщелинах. Активны преимущественно ночью, впрочем на поверхность выходят лишь во время дождя. Питаются мелкими беспозвоночными.

## Размножение
Это яйцекладущие земноводные. При спаривании самец обхватывает самку примитивным паховым амплексусом. Яйца откладывают не в воду, а на влажную почву под опавшие листья или в ямку. Развитие Эмбрионов различается: есть виды с прямым, то есть из яиц выходят сформированные лягушата, и косвенным, то есть присутствует стадия головастиков. У последних самцы носят головастиков на спине до Метаморфоза.

## Распространение
Являются эндемиками Сейшельских островов.

## Классификация
На октябрь 2018 года в семейство включают 2 рода и 4 вида:
- Sechellophryne Nussbaum & Wu, 2007 (2 вида)

- Sechellophryne gardineri (Boulenger, 1911) — Лягушка Гарднера
- Sechellophryne pipilodryas (Gerlach & Willi, 2002)

- Sooglossus Boulenger, 1906 — Сейшельские лягушки (2 вида)

- Sooglossus sechellensis (Boettger, 1896) — Сейшельская лягушка
- Sooglossus thomasseti (Boulenger, 1909) — Островная лягушка